# Тармасија (Верона)
Тармасија је насеље у Италији у округу Верона, региону Венето.
Према процени из 2011. у насељу је живело 747 становника. Насеље се налази на надморској висини од 28 м.